# Файт, Юрай
Юрай Файт (словац. Juraj Faith; род. 14 марта 1976, Кошице) — словацкий хоккеист, центральный нападающий. 

## Карьера
Воспитанник хоккейной школы ХК «Кошице». Выступал за ХК «Кошице», ХК «Спишска Нова Вес», ХК «Михаловце», ХК «Мюлуз», «Вельфе Фрайбург», ХК «Попрад», ХКм «Зволен», МХК «Мартин», «Жилина», «Манчестер Финикс», «Мишкольц» (Венгрия), «Нове Замки», «Липтовски Микулаш», «Гуменне».
В чемпионате Словакии — 504 матча (141+222), в чемпионате Германии — 55 (9+13).
В составе национальной сборной Словакии провел 3 матча. В составе юниорской сборной Словакии участник чемпионата Европы 1994 (группа C).

## Достижения
- Чемпион Словакии (2009)